# Pilea psilogyne
Pilea psilogyne es una especie de planta del género Pilea, perteneciente a la familia Urticaceae.

## Taxonomía
Pilea psilogyne fue descrita por Ignatz Urban en 1930.

## Distribución
Se encuentra en el territorio de República Dominicana y Haití.